# Улица Лазо (Санкт-Петербург)
Улица Лазо́ — улица в Красногвардейском районе Санкт-Петербурга. Проходит от проспекта Ударников до Ириновского проспекта.

## История
Названа в честь Сергея Георгиевича Лазо, главы красноярского большевистского мятежа. Ранее называлась Рижской дорогой или Рижской улицей (с 1910 года) и Жеребятьевским переулком (с 1915 года, в честь домовладельца генерал-майора И. Ф. Жеребятьева), причём на некоторых планах первой половины XX века можно увидеть оба названия, которыми подписаны разные концы проезда. Современное название было присвоено 22 февраля 1939 года.
До 1915 года улица была короче, проходила от 5-й линии (теперь 5-я Жерновская улица) до засыпанной реки Жерновки (южнее современного проспекта Ударников). Удлинение до 2-й линии (2-я Жерновская улица) произошло в 1915 году.
В 1978 году, в связи с новым строительством в Пороховых, улицу сократили до проспекта Ударников. С 1981 года направление нумерации домов улицы было изменено на противоположное. В 2007 году участок улицы Лазо от Ириновского проспекта до 2-й Жерновской улицы был включён в состав последней.

## Пересечения
- проспект Ударников
- Отечественная улица
- 5-я Жерновская улица
- Ириновский проспект (прямого пересечения нет, въезд / выезд осуществляется через проходящий параллельно «карман»)

## Транспорт
Ближайшая к улице Лазо станция метро —  «Ладожская» 4-й (Правобережной) линии.
Движение наземного общественного транспорта по улице отсутствует.